# 가모정 (오카야마현)
가모정(加茂町)은 오카야마현 도마타군의 옛 정이다. 현재는 쓰야마시에 편입합병하여 시의 일부가 되었다. 정사무소는 쓰야마 시청 가모 지소로 되어 있다. 쓰야마시 가모 지구에 일치하며 주소상으로는 쓰야마 시 가모정(加毛町)으로 표기된다.

## 지리
정의 중심에 있는 가모강 주변엔 평지가 약간 있지만 대부분은 산림으로 이루어져 있었다.

## 역사
- 1889년 - 정촌제 시행에 의해 도마타군 가모촌이 성립하였다.
- 1924년 - 정으로 승격해 가모정이 되었다.
- 1942년 - 가모정과, 니시가모촌, 히가시가모촌이 합병해 새로운 가모정이 성립하였다.
- 1951년 - 신가모정이 분립하였다.
- 1954년 - 가모정, 신가모정, 가미가모촌의 2정 1촌이 합병해 새로운 정제에 의해 가모정이 성립하였다.
- 2005년 2월 28일 - 도마타군, 아바촌, 구메군, 쇼보쿠정, 가쓰타군 구메정과 함께 쓰야마시에 편입되어 소멸하였다.

## 교통

### 철도
- 서일본 여객철도
  - 인비 선

### 도로
- 오카야마현도 제6호선
- 오카야마현도 제68호선
- 오카야마현도 제75호선
- 오카야마현도 제118호선
- 오카야마현도 제336호선